# Деушево (Караидельский район)
Деушево (баш. Дәүеш) — село в Караидельском районе Республики Башкортостан Российской Федерации. Входит в состав Куртлыкульского сельсовета.

## География

### Географическое положение
Расстояние до:
- районного центра (Караидель): 47 км,
- центра сельсовета (Куртлыкуль): 3 км,
- ближайшей ж/д станции (Щучье Озеро): 93 км.

## История
В «Списке населенных мест по сведениям 1870 года», изданном в 1877 году, населённый пункт упомянут как деревня Деушева 1-го стана Бирского уезда Уфимской губернии. Располагалась при речке Деушевке, по правую сторону Сибирского почтового тракта из Уфы, в 72 верстах от уездного города Бирска и в 44 верстах от становой квартиры в селе Аскине. В деревне, в 44 дворах жили 337 человек (167 мужчин и 170 женщин, мещеряки, тептяри), была мечеть.

## Население
| 2002 | 2009 | 2010 |
| ---- | ---- | ---- |
| 238  | ↘223 | ↘210 |

Национальный состав
Согласно переписи 2002 года, преобладающая национальность — татары (91 %).